# Sideritis ibrahinii
Sideritis ibrahinii là một loài thực vật có hoa trong họ Hoa môi. Loài này được Obón & D.Rivera miêu tả khoa học đầu tiên năm 1994.